# Декларация за правата на човека и гражданина от 1793
Декларация за правата на човека и гражданина от 1793 (на френски: Déclaration des droits de l'Homme et du citoyen de 1793) е френски политически документ, предшестващ първата републиканска конституция на Франция. За автори се считат Сен Жюст и Мари де Сешел (на френски: Marie de Séchelles).
Състои се от 35 точки.
- 1. Целта на обществото е общото благо.

Правителството се назначава, за да обезпечи на хората неговите естествени и неотменни права.
- 2. Тези права са Равнопоставеност, Свобода, Сигурност и Собственост.

...
- 35. Ако правителството наруши правата на народа, тогава въстанието е най-свещеното право и задължение на народа и на всеки от народа.